# Cimática

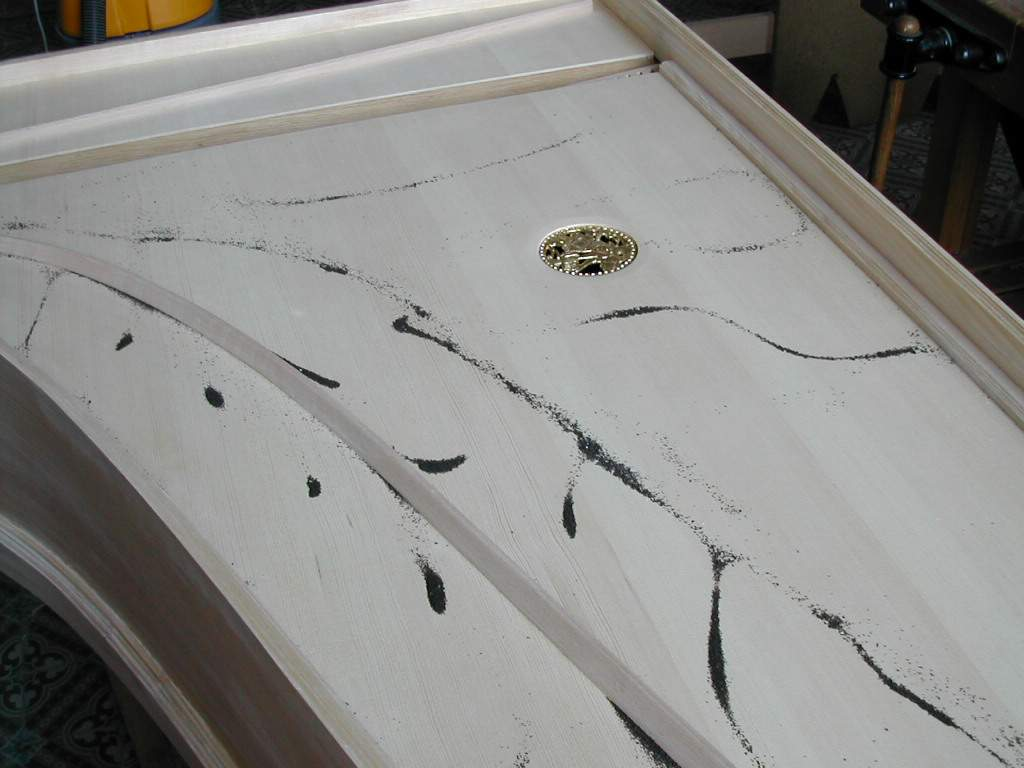
Resonancia hecha visible con semillas negras sobre una tabla de sonido de clavecín

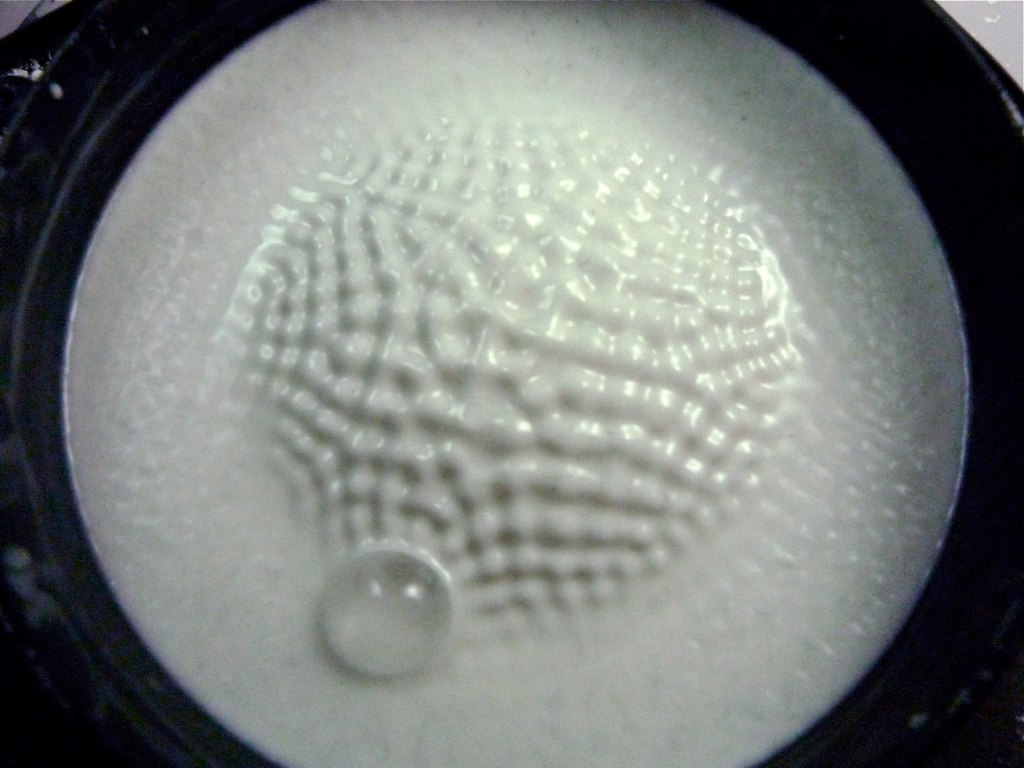
Solución de almidón y agua bajo la influencia de vibración sinusoide

La cimática (del griego kyma, κῦμα, "ola") es una sección de los fenómenos modales vibratorios. El término fue acuñado por el médico suizo Hans Jenny (1904-1972).
En los experimentos de cimática, se hace vibrar la superficie de una placa, diafragma o membrana y aparecen regiones de desplazamiento máximo y mínimo en una cobertura delgada de partículas, pasta o líquido. En el medio aparece diferentes patrones según la geometría de la placa y la frecuencia de la vibración. 
El aparato empleado para el estudio puede ser simple, como el bol tibetano o la placa de Chladni, o avanzado como el CymaScope, un instrumento de laboratorio que hace visible las geometrías inherentes dentro del sonido y la música. 
El término genérico para este campo de la ciencia es el estudio de los fenómenos modales, retitulado cimática por Hans Jenny, médico suizo y pionero en este campo, para describir los efectos periódicos que el sonido y la vibración tienen sobre la materia.  Uno de los primeros en registrar que un cuerpo oscilante desplegaba patrones regulares fue Galileo Galilei en 1632.